# Басмановське
Басма́новське (рос. Басмановское) — село у складі Талицького міського округу Свердловської області.
Населення — 738 осіб (2010, 885 у 2002).
Національний склад станом на 2002 рік: росіяни — 98 %.